# Bothriospila elegans
Bothriospila elegans är en skalbaggsart som beskrevs av Aurivillius 1924. Bothriospila elegans ingår i släktet Bothriospila och familjen långhorningar.
Artens utbredningsområde är Paraguay. Inga underarter finns listade.